# Apport (droit)
Pour les articles homonymes, voir Apport.
En droit des affaires, l'apport est la contribution que chaque associé met dans la société ; il s'agit d'une des conditions de formation du convbx'g
trat de société.

## Droit français
En droit des sociétés français, l'apport est « le contrat par lequel un associé affecte un bien ou un droit à la société en contrepartie de la remise de titres sociaux ». Cependant l'apport n'est ni un contrat à part entière ni une opération distincte du contrat de société : l'apport manifeste l'intention des associés d'adhérer au pacte social (affectio societatis). En venant donner une substance au patrimoine de la société, l'apport rend possible la réalisation de l'objet social de l'entreprise. L'absence d'apports est sanctionnée par la nullité de la société

## Droit québécois
En droit québécois, la jurisprudence et la doctrine ont déterminé que les mots « d’y contribuer par la mise en commun de biens, de connaissances ou d’activités » à l'article 2186 du Code civil du Québec énoncent le critère de l'apport comme condition de la formation du contrat de société,. Les autres critères  sont l'affectio societatis et la participation aux bénéfices et aux pertes. 
Selon les auteurs Bohémier et Côté, « ce n’est pas la remise de l’apport en tant que telle qui entraîne la formation de la société, mais la simple promesse ou l’engagement des associés d’effectuer cette remise  ». 